# Auerspergové
Auerspergové, někdy také Aueršperkové (slovinsky také Turjačani či Turjaški) je jméno rakouského hraběcího a knížecího rodu. První historická zmínka o rodu Auerspergů pochází z roku 1220. Podle rodinné historie odvozuje rod svůj název od zámku Ursperg u Mindelheimu ve Švábsku (Bavorsko), odkud se v 11. století prý odstěhoval do Dolního Kraňska (nyní na území Slovinska), kde jižně od Lublaně založil hrad Auersperg (slovinsky Turjak). Neboť německé "Ur" a "Auerochse" znamená zubr, který je jejich nejstarším rodovým tzv. mluvícím erbovním znamením.

## Historie

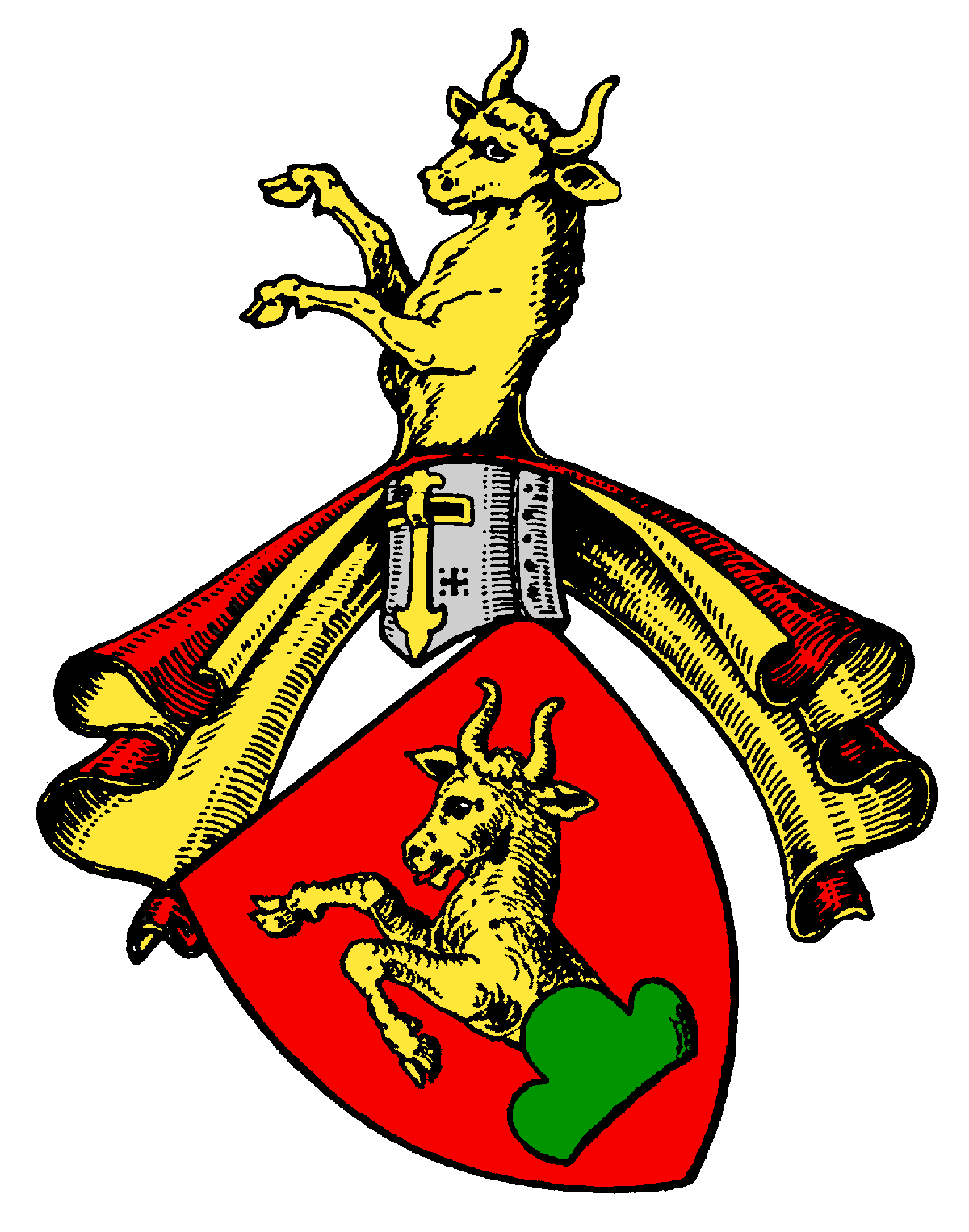
Středověký erb zubra Auerspergů

V 15. století založili bratři Pankrác a Volkard dvě hlavní rodové větve. Ty se postupem času rozrostly natolik, že na počátku 19. století existovaly dvě linie knížecí a deset dalších linií hraběcích. Hrabata z Auerspergu sídlila a působila převážně v Rakousku a Kraňsku a do českých dějin se (až na jednu podstatnou výjimku) nijak nezapsala. Auerspergové patřili mezi nejvýznamnější a nejzámožnější šlechtické rody habsburské monarchie. Jejich majetky se nacházely na území dnešního Česka, Rakouska, Itálie, Německa, Polska, Maďarska, Slovinska a Chorvatska. Patřili a dodnes patří k nejrozvětvenějším šlechtickým rodům.

## Knížata zAuerspergu
Z Pankrácovy rodové větve vzešla nejvýznamnější rodová linie, povýšená v roce 1653 do knížecího stavu. V 18. století se usadila v Čechách a ve stejné době se rozdělila na starší linii (vlašimskou) a mladší (žlebskou). Jejich příslušníci v Čechách setrvali až do roku 1945, respektive 1942. Na konci 19. století se i tyto dvě knížecí linie začaly členit do dalších podlinií, jejich statky se ale nacházely převážně v Rakousku.

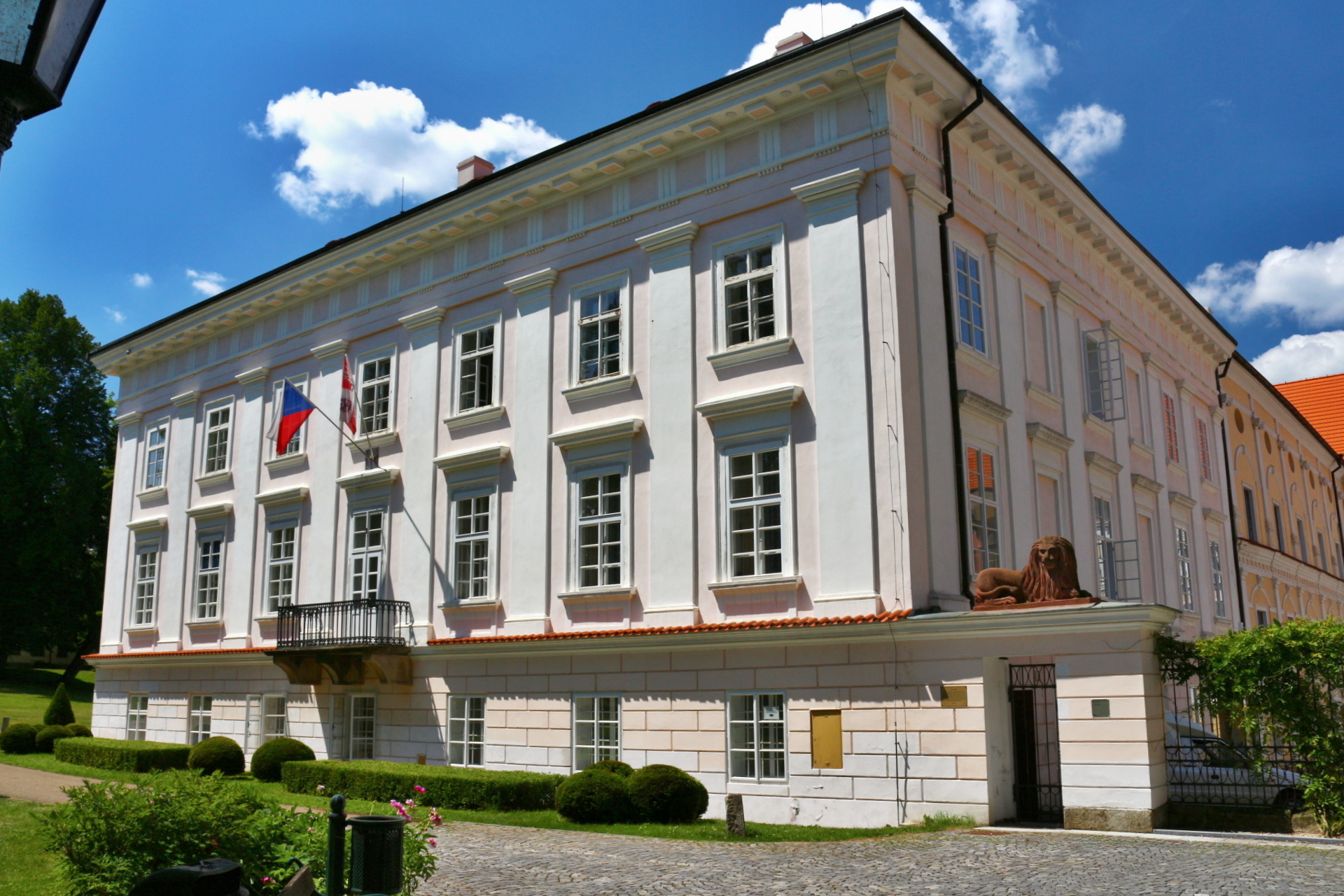
Zámek Vlašim – hlavní sídlo starší knížecí linie v Čechách

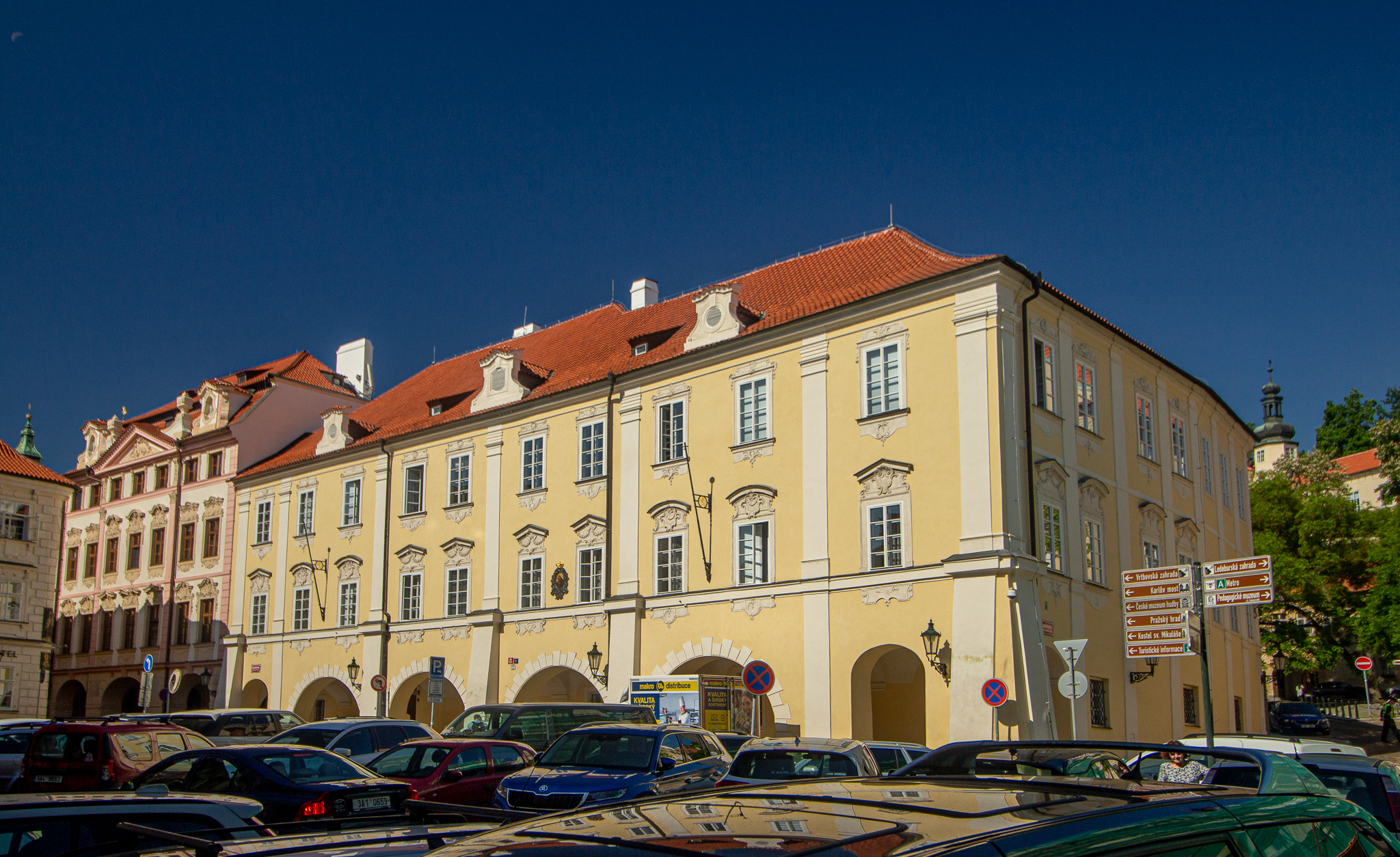
Auersperský palác na Malé Straně v Praze

- Jan Weikhard, 1. kníže z Auerspergu (1615–1677) – císařský ministr, v roce 1653 získal od Ferdinanda III. knížecí titul. S českými zeměmi do jisté míry souvisí, protože v roce 1654 mu Ferdinand IV. z titulu českého krále věnoval odumřelé slezské léno Minsterberk (polsky Ziębice) a povýšil je na vévodství. Jan Weikhard se tak stal nejen prvním knížetem z Auerspergu, ale také vévodou z Minsterberka (německy Herzog von Münsterberg). Politický vliv si udržel i v prvních letech vlády císaře Leopolda I. Měl se však dopustit velezrady při jednáních s Francií, za což byl v roce 1669 zbaven všech funkcí a od vídeňského dvora doživotně vykázán.
- Jan Ferdinand, 2. kníže z Auerspergu (1655–1705) – se svojí ženou, Annou Marií, rozenou z Herbersteinu měl jednu dceru. Pokračovatelem rodu a dalším knížetem se stal jeho bratr František Karel.
- František Karel, 3. kníže z Auerspergu (1660–1713) – jeho manželkou byla kněžna Marie Terezie z Auerspergu, rozená z Rappachu (1660–1741), která se jako vdova mimořádně uplatnila u vídeňského dvora. V roce 1714 se stala nejvyšší hofmistryní vládnoucí císařovny Alžběty Kristýny a v této vlivné funkci setrvala až do roku 1740. Úspěšnou kariéru u dvora měl i její syn Jindřich Josef.
- Jindřich Josef, 4. kníže z Auerspergu (1697–1783) – byl skutečným prvním Auerspergem v Čechách. Oženil se s Marií Dominikou z Lichtenštejna (1698–1724), majitelkou panství Červený hrádek, Údlice a Černá Hora. Tato panství po její smrti zdědil. Od roku 1735 zastával téměř nepřetržitě vysoké dvorské funkce. Byl postupně v letech 1735–1740 nejvyšším maršálkem, 1745–1765 nejvyšším štolbou a 1770–1775 nejvyšším komorníkem císařů Karla VI., Františka I. Štěpána Lotrinského a Josefa II.

### Starší knížecí linie (Vlašim)

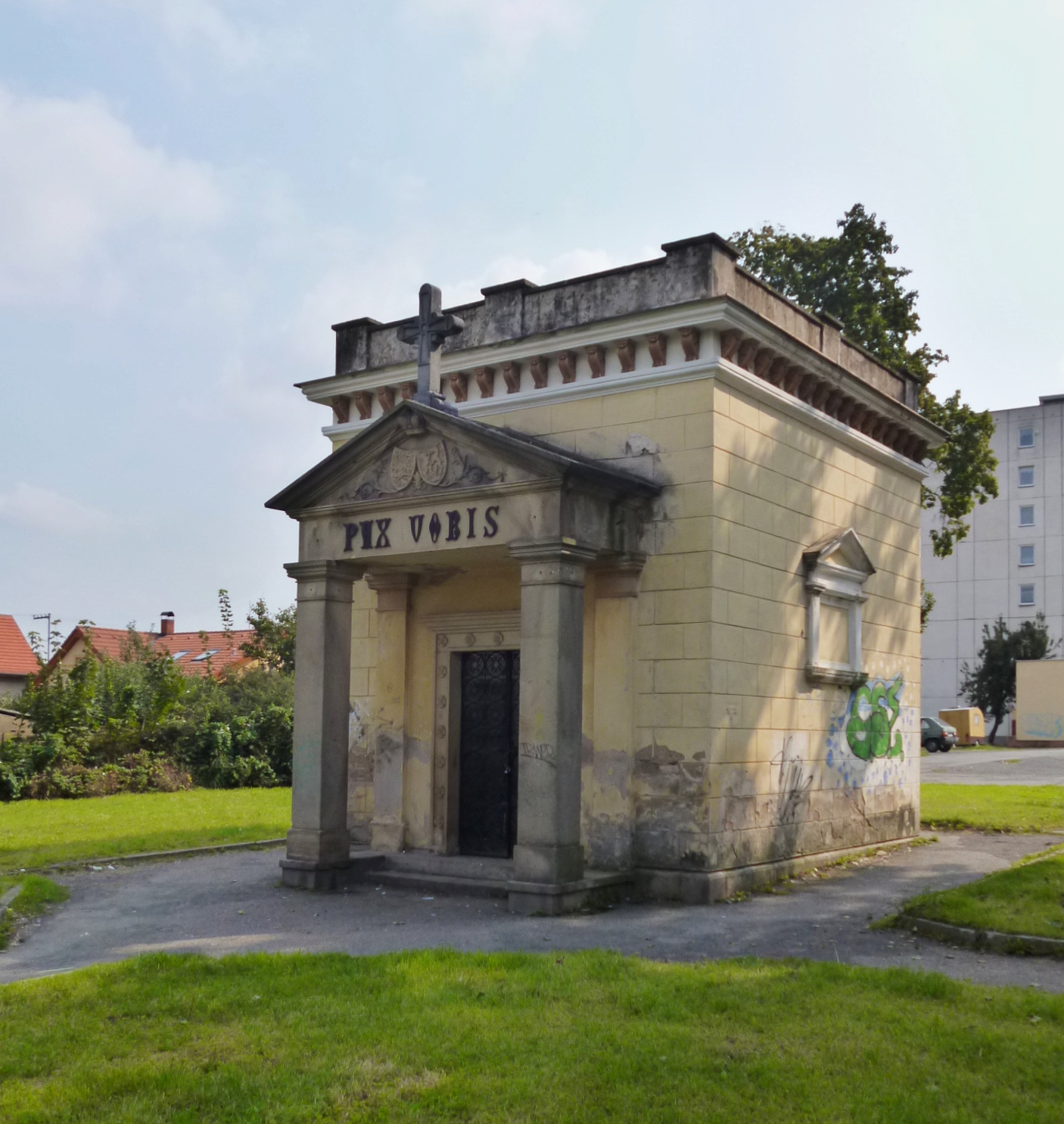
Pohřební kaple Auerspergů ve Vlašimi

- Karel Josef, 5. kníže z Auerspergu (1720–1800) – starší syn knížete Jindřicha Josefa, oženil se s dědičkou vlašimského panství, Marií Josefou z Trautsonu (1724–1792). Jejich sídlem se stal zámek ve Vlašimi, který byl upraven a jeho okolí přeměněno na romantický, přírodně krajinářský park.
- Vilém Karel, 6. kníže z Auerspergu (1749–1822) – v roce 1776 se na zámku v Doksech oženil s Leopoldinou Františkou z Valdštejna.
- Karel II. Vilém, 7. kníže z Auerspergu (1782–1827) – byl dvakrát ženatý, vládnoucím knížetem byl pouhých pět let, zemřel ve Vlašimi.
- Karel (Carlos) Vilém, 8. kníže z Auerspergu (1814–1890) – významný politik, poslanec českého sněmu. V roce 1848 se stal členem liberální německé strany, která se stavěla proti snahám slovanských národů v monarchii o emancipaci. V letech 1868–1869 byl ministerským předsedou Předlitavska. Zámecký park ve Vlašimi obohatil o tři architektonicky výrazné novogotické vstupní brány. Od knížete Clary-Aldringena koupil v Praze na Valdštejnském náměstí palác, známý dnes jako Aueršperský. Mnohem lepší jméno si v české historii získala jeho žena, kněžna Ernestina z Auerspergu, rozená Festeticsová z Tolny (1831–1901). Byla štědrou mecenáškou a čestnou předsedkyní Spolku paní a dívek sv. Anny, který začal v Praze v roce 1871 provozovat ústav pro slabomyslné, tehdy nazývaný Ústav idiotů. V roce 1898 bylo na její počest toto zařízení, mimochodem první svého druhu v tehdejším Rakousko-Uhersku, přejmenováno na Ernestinum.
- Alexandr Děpold z Auerspergu (1818–1866) – mladší bratr knížete Carlose, generálmajor císařské armády
- Adolf Daniel kníže z Auerspergu (1821–1885) – mladší bratr knížete Carlose a Alexandra Děpolda. Také on se aktivně zapojil do politického života, v letech 1871 až 1879 byl, jako před ním jeho bratr Carlos, ministerským předsedou Předlitavska. Byl dvakrát ženatý a jeho nejstarší syn se stal pokračovatelem rodu.
- Karel Alexandr, 9. kníže z Auerspergu (1859–1927) – v roce 1885 se ve Vídni se oženil s hraběnkou Eleonorou Breunner-Enckevoirthovou (1864–1920). Jejich potomci se stali zakladateli dalších knížecích podlinií, dodnes žijících především v Rakousku, Uruguayi a Argentině. Nejstarším synem byl kníže Adolf z Auerspergu (1886–1923), který se oženil s Gabrielou z Clam-Gallasu, dědičkou zámku Lemberk. Jejich nejstarším synem byl Karel Adolf.
- Karel Adolf, 10. kníže z Auerspergu (1915–2006) – vnuk 9. knížete Karla Alexandra, do roku 1945 majitel zámku Vlašim.

### Mladší knížecí linie (Žleby)

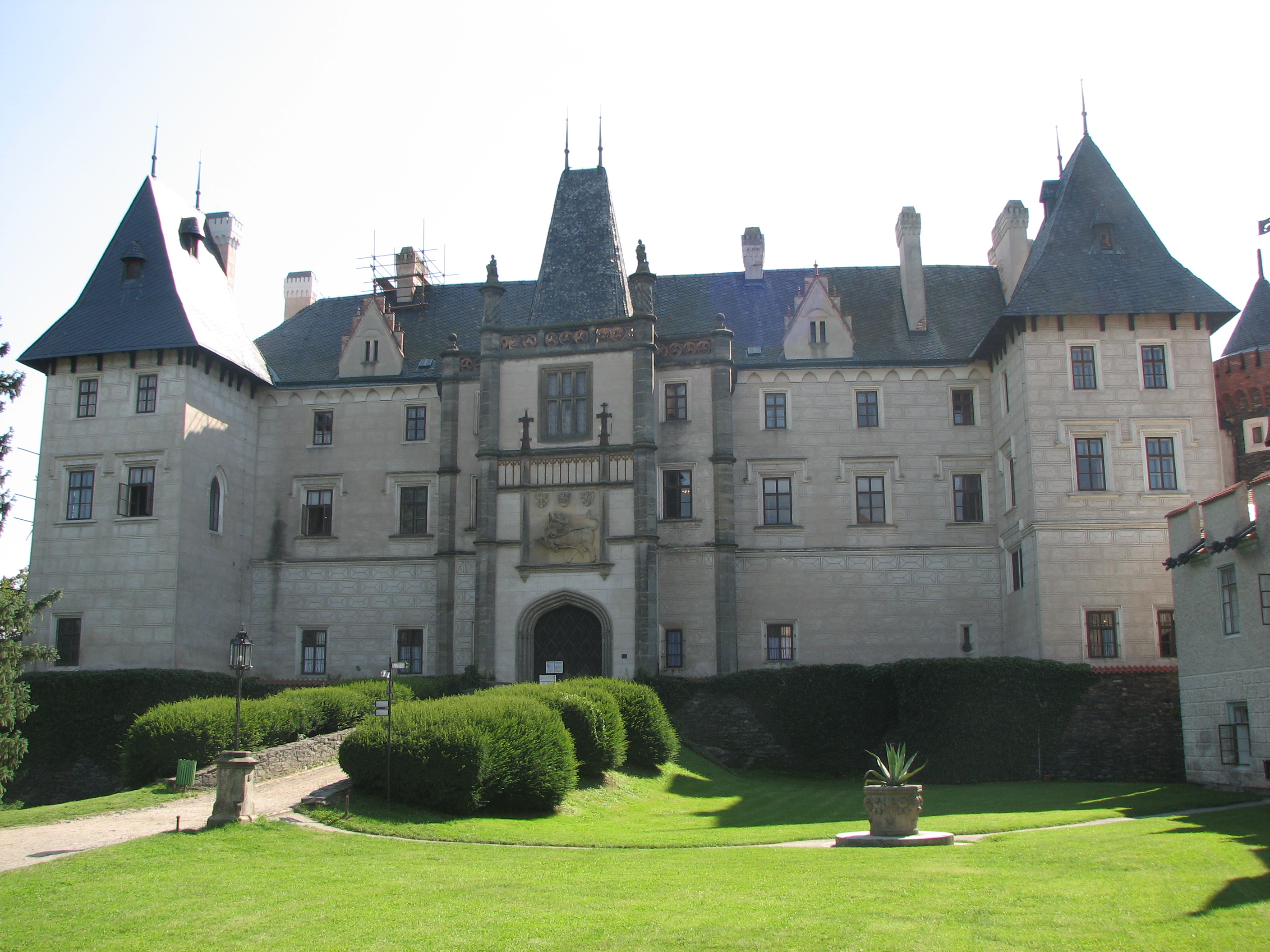
Zámek Žleby

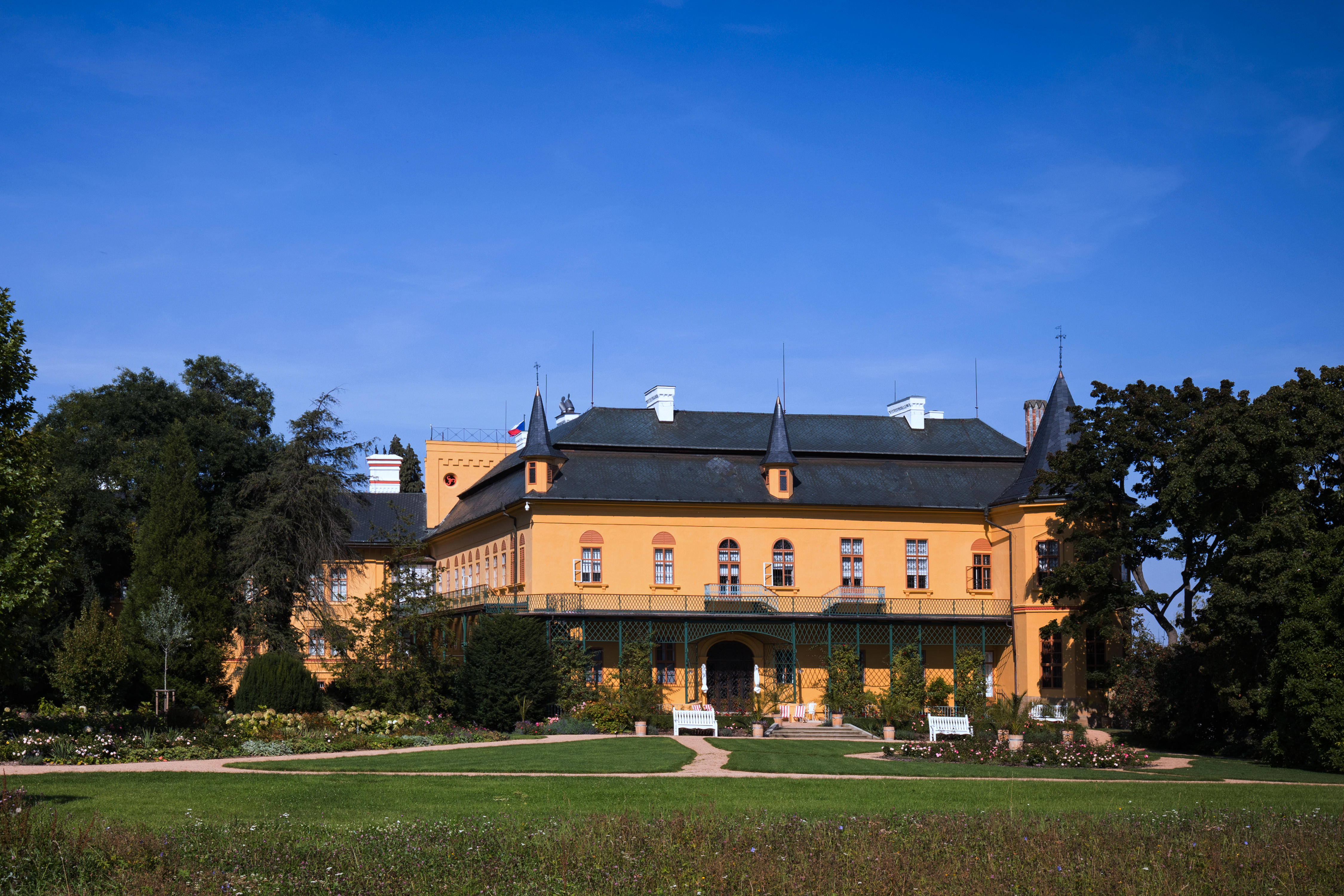
Zámek ve Slatiňanech

- Jan Adam kníže z Auerspergu (1721–1795) – mladší syn 4. knížete Jindřicha Josefa, zakladatel mladší knížecí linie. Sňatkem s Kateřinou ze Schönfeldu získal značné majetky v Čechách, jmenovitě Žleby, Slatiňany, Nasavrky a Tupadly. Po matce zdědil Červený hrádek, který později prodal. Jeho druhou manželkou byla Marie Vilemína z Neippergu (1738–1773), dcera císařského polního maršála hraběte Viléma z Neippergu, která proslula především rolí milenky císaře Františka I. Štěpána Lotrinského, manžela Marie Terezie. V roce 1777 koupil ve Vídni palác, dodnes známý jako Auersperský. Z prvního manželství měl několik předčasně zemřelých dětí, jeho majetky proto zdědil synovec Karel - syn 5. knížete Karla Josefa.
- Karel kníže z Auerspergu (1750–1822) – zastával významné funkce u císařského dvora, kromě panství Jana Adama zdědil i rozsáhlé statky po vymřelých knížatech z Trautsonu. Od roku 1776 byl ženatý s Marií Josefou z Lobkovic ale jejich manželství zůstalo bezdětné. Rodový majetek odkázal svému synovci Vincenci Nepomukovi. Ten však záhy zemřel a dědictví přešlo na jeho syna Vincence Karla.
- Vincenc Karel kníže z Auerspergu (1812–1867) – v mládí byl výrazně ovlivněn díly anglické romantické literatury, především historickými romány Waltera Scotta a návštěvou Britských ostrovů v roce 1837. Jeho zaujetí rytířstvím a kulturou středověku vedlo k radikální novogotické přestavbě zámku Žleby, kde shromáždil mimořádnou sbírku zbraní a dalších vysoce hodnotných uměleckých předmětů. V podobném duchu upravil i zámek Slatiňany. Byl ženatý s Vilemínou z Colloredo-Mansfeldu (1826–1898). Dědicem většiny rodového majetku se stal jejich nejstarší syn František Josef. Nemalou část, například Zelenou Horu či Weithwörth u Salcburku, však získali dva mladší synové, jejichž potomci dnes žijí především v Rakousku.
- František Josef kníže z Auerspergu (1856–1938) – proslul jako vynikající hospodář a milovník dostihových koní. Ve Slatiňanech nechal vybudovat hřebčín a stáje, patřící k nejmodernějším v Rakousko-Uhersku. Nechal upravit a modernizovat i slatiňanský zámek, často využívaný k rodinným pobytům. Při jednom z nich, v roce 1938, zemřel.
- Ferdinand kníže z Auerspergu (1887–1942) – syn knížete Františka Josefa, zemřel neženatý a bezdětný, rodový majetek včetně zámků Žleby a Slatiňany získala jeho starší sestra Marie, provdaná za Karla z Trauttmansdorffu a jejich syn Josef Karel.

## Hrabata zAuerspergu
- František Xaver z Auerspergu (1749–1808), nejmladší syn knížete Jindřicha Josefa, c. k. polní podmaršál
- Josef Karel z Auerspergu (1767–1829) – pocházel z hraběcí linie, která v Čechách od konce 18. století vlastnila panství a zámek Hřebeny, nazývané také Hartenberg. Aktivně se účastnil kulturního a vědeckého života v Českém království. Počítal se mezi osvícence, svobodné zednáře a zemské patrioty. Sepsal několik historických prací (např. o českém právu) a překládal české autory do němčiny (např. Bohuslava Balbína). Stýkal se s významnými učenci své doby, například s Josefem Dobrovským, Kašparem ze Šternberka a Johannem Wolfgangem von Goethe. Posledně jmenovaného několikrát hostil na svém zámku Hartenberg. Spolu s dalšími osvícenými šlechtici inicioval založení Moravského zemského muzea v Brně,[1] kterému věnoval četné sbírky.
- Karel z Auerspergu (1843–1926), c. k. generál jezdectva
- Františka z Auerspergu, roz. z Henneberg-Spiegelu (1814–1901) – vlastnila panství Hartenberg po úmrtí svého manžela Jáchyma Josefa (1795–1857) v letech 1857 až do své smrti v roce 1901, kdy statky přešly na rod Kopalů.

## Erb

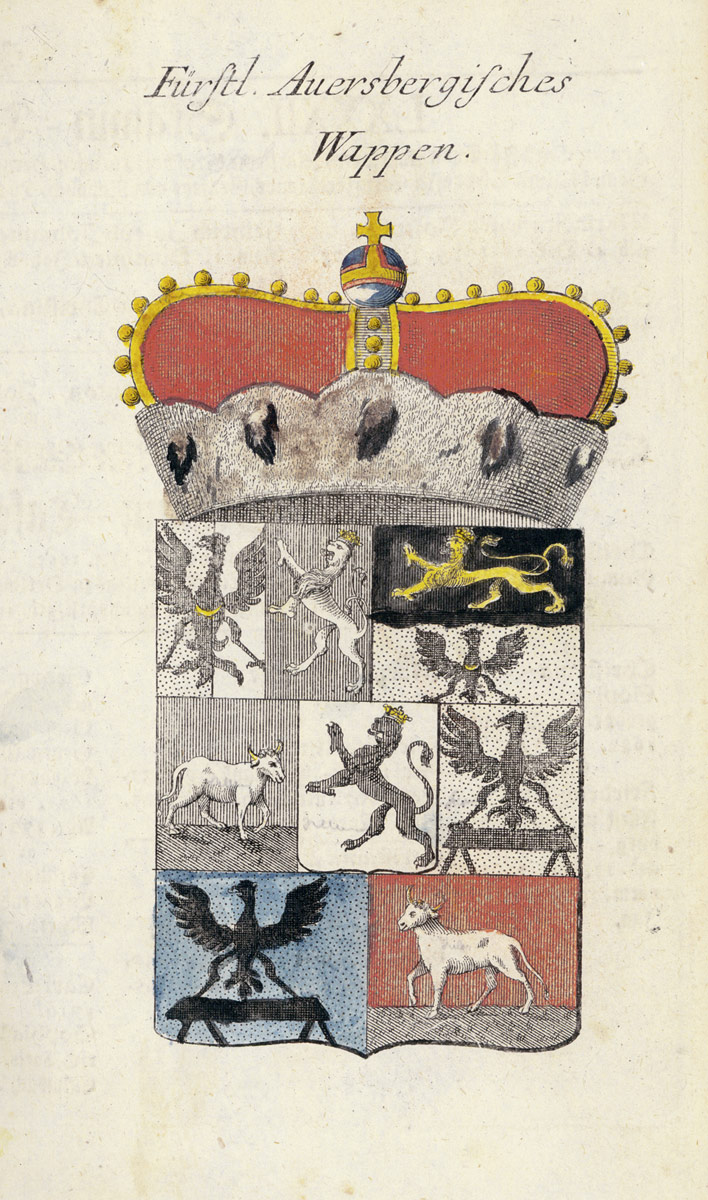
Knížecí erb

Původním erbem byl zubr. Postupně přibyla tzv. polepšení a dědictví v dalších polí štítu (lvů a orlic) hraběcího a knížecího znaku.

## Příbuzenstvo
Skrze sňatky byli spřízněni s Kinskými, Lobkovici, Colloredo-Mansfeldy, Valdštejny, Clam-Gallasy, Henny, Kopaly, Strassoldo-Grafenbergy a mnohými dalšími rody.